# The Hump
Pour les articles homonymes, voir La Bosse.
Théâtre d'Asie du Sud-Est de la Seconde Guerre mondiale
Batailles
Invasion japonaise de la Birmanie :
- Rivière Bilin
- Pont de la Sittang
- Pégou
- Barrage routier de Taukkyan
- Route Yunnan-Birmanie (Tachiao
- Oktwin
- Taungû)
- Shwedaung
- Prome
- Yenangyaung

Opérations en Birmanie (1942-1943) :
- Arakan
- The Hump
- Chindits
- Nord de la Birmanie et ouest du Yunnan

Opérations en Birmanie en 1944 :
- Chindits (2)
- Admin Box
- U-Go (Imphal
- Sangshak
- Court de tennis
- Kohima)
- Myitkyina
- Mogaung
- Mont Song

Opérations en Birmanie (1944-1945) :
- Meiktila et Mandalay
- Pakokku et Irrawaddy
- Colline 170
- Île de Ramree
- Tanlwe Chaung
- Dracula
- Elephant Point
- Coude de la Sittang

The Hump (La Bosse en français) est le nom donné par les pilotes alliés pendant la Seconde Guerre mondiale à l'extrémité orientale des montagnes himalayennes au-dessus desquelles ils pilotèrent des avions de transport militaire de l'Inde à la Chine pour soutenir l'effort de guerre chinois de Chiang Kai-shek et les unités des United States Army Air Forces (AAF) basées en Chine.
La création d'un pont aérien présenta à l'AAF un défi considérable en 1942 : celle-ci ne disposait d'aucune unité entraînée ou équipée pour déplacer le fret, et aucun aérodrome n'existait sur le théâtre des opérations de Chine-Birmanie-Inde (CBI) pour accueillir le grand nombre d'avions de transport nécessaires aux opérations. Le survol de l'Himalaya était extrêmement dangereux et complexe, notamment à cause du manque de cartes fiables, d'une absence d'aides à la radionavigation et de conditions météo 
extrêmes avec des changements imprévisibles.
La tâche fut d'abord confiée à la dixième force aérienne de l'AAF, puis à l'Air Transport Command (ATC). L'AAF n'ayant aucune expérience préalable du transport aérien comme base de planification, elle affecta des commandants qui avaient été des personnages clés dans la fondation de l'ATC en 1941-1942 afin de construire et diriger l'opération, qui comprenait d'anciens civils possédant une vaste expérience de la direction dans l'exploitation de transporteurs aériens civils.
Initialement appelé le « ferry Inde-Chine », les organisations successives responsables de la réalisation du pont aérien étaient l'Assam–Burma–China Command (avril-juillet 1942), l'India-China Ferry Command (juillet-décembre 1942) de la dixième force aérienne, l'India-China Wing  du Commandement du transport aérien (décembre 1942 - juin 1944) et l'India-China Division (juillet 1944 - novembre 1945).
L'opération débuta en avril 1942, après le blocage de la route de Birmanie par les Japonais, et se poursuivit quotidiennement jusqu'en août 1945, lorsque l'effort de guerre commença à diminuer. Elle déploya la plupart de ses officiers, hommes et équipements de l'AAF, complétée par l'armée britannique, l'armée indienne britannique, les forces du Commonwealth, des gangs de travailleurs birmans et une section de transport aérien de la China National Aviation Corporation (en) (CNAC). Les dernières opérations eurent lieu en novembre 1945 pour rapatrier le personnel chinois.
Le pont aérien Inde-Chine transporta environ 650 000 tonnes de matériel à la Chine au cours de ses 42 mois d'existence, au prix de pertes élevée en hommes et en avions. Pour ses efforts et ses sacrifices, l'India–China Wing de l'ATC reçut la Citation d'unité présidentielle le 29 janvier 1944 sur la direction personnelle du président Franklin D. Roosevelt, la première récompense de ce type faite à une non- organisation de combat.

### Lectures complémentaires
- Robert A. Slayton, Master of the Air: William Tunner and the Success of Military Airlift, University of Alabama Press, 2010 (ISBN 978-0-8173-1692-1)